# 維吾爾裔美國人

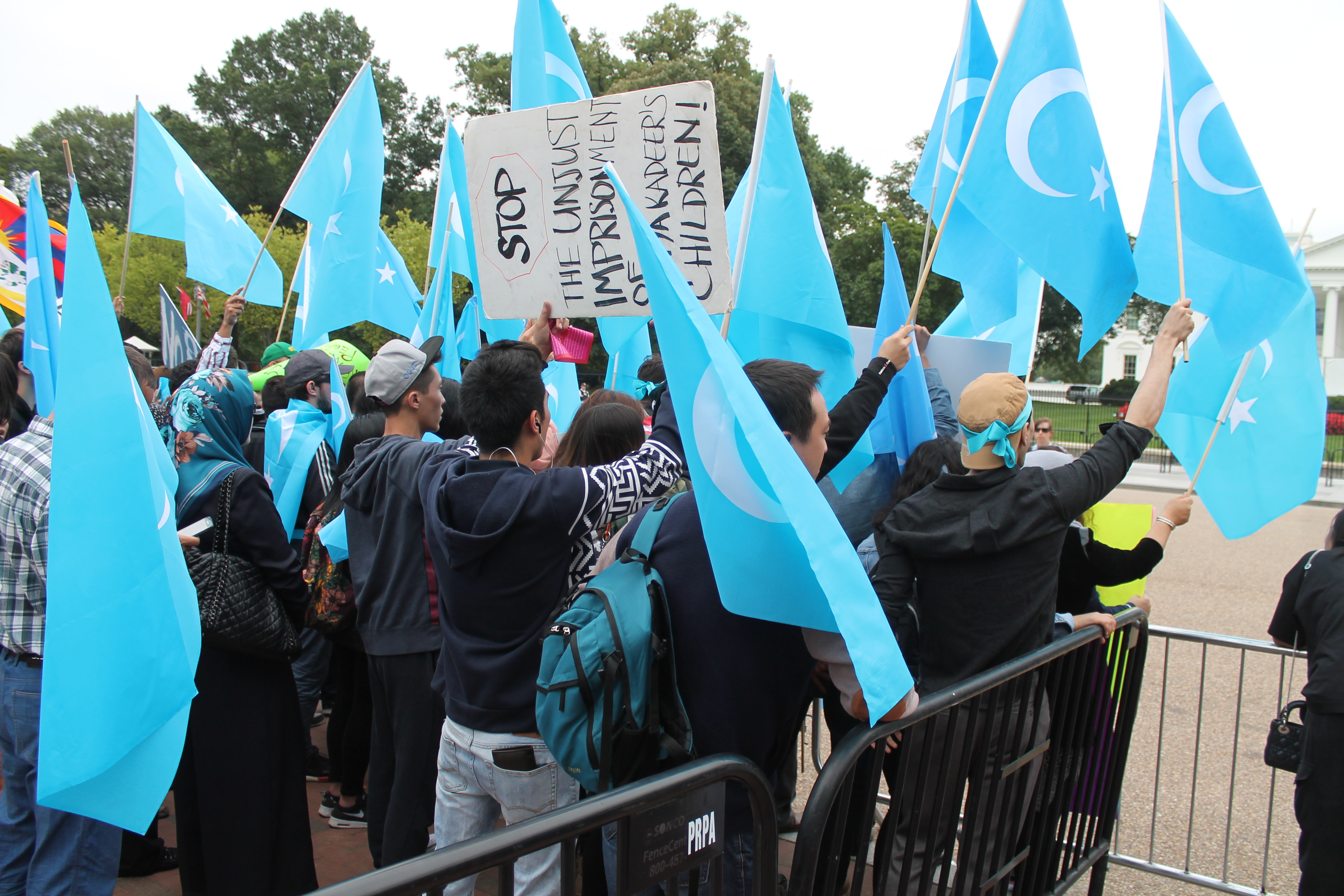
維吾爾人在白宮前示威

維吾爾裔美國人，是指生活在美國的維吾爾族，從1980年代後期開始，維吾爾人開始從新疆移民到美國，其中很大一部分是在2009年7月以後到達的。他們人口約1,000-5,000人。

## 歷史
維吾爾人在美國的歷史可以追溯到1960年代，當時有少數移民到來。20世紀末，在一系列新疆衝突之後，成千上萬維吾爾族人從新疆维吾尔自治区移民到哈薩克斯坦，土耳其，歐洲國家，加拿大和澳大利亞，新西蘭等國家。根據2010年的估算，美國的維吾爾族人口為一千，但维吾尔裔美国人协会表示，由於2009年7月中國的鎮壓，更多的人在2010年代移居美國。據說有幾千維吾爾族居住在華盛頓特區，該地區是美國維吾爾族人口最多的地區。在洛杉磯，紐約，舊金山和休斯敦，也有少數維吾爾人。

## 組織
與美國其他種族一樣，維吾爾裔美國人也有幾個組織，其中就有维吾尔裔美国人协会，這是一個總部位於華盛頓特區的維吾爾人組織，該組織由一群維吾爾族海外活動家於1998年成立，旨在提高公眾對維吾爾族人民，東突厥斯坦民族覺醒運動的認識。另一方面有由維吾爾族研究生薩利赫·胡達雅爾於2017年成立的东突厥斯坦民族觉醒运动和維吾爾活動家安瓦爾·優素福·圖拉尼於2004年成立的東突厥斯坦流亡政府。